# Лаклан Тейм
Ла́клан Тейм (англ. Lachlan Tame, нар. 14 листопада 1988, Госфорд) — австралійський спортсмен-веслувальник, що спеціалізується на спринті.

## Участь у міжнародних змаганнях
Брав участь у Чемпіонаті світу з веслування 2014 у Москві, де в парі з Кеном Воллесом виграв срібляні медалі у перегонах байдарок-двійок на дистанції 1000 м. Наступного року Тейм і Воллес, змагалися на Чемпіонаті світу в Мілані, де виграли золоті медалі в перегонах двійок на дистанції 500 м, і срібляні медалі в перегонах двійок на дистанції 1000 м.
На Олімпіаді 2016 у Ріо-де-Жанейро Тейм у парі з Кеном Воллесом завоював бронзову медаль на перегонах байдарок-двійок на дистанції 1000 м.